# لورا زد. هوبسون
لورا زد. هوبسون (بالإنجليزية: Laura Z. Hobson)‏ (19 يونيو 1900، مانهاتن في الولايات المتحدة - 28 فبراير 1986، مانهاتن في الولايات المتحدة)؛ كاتِبة ومؤلِّفة وروائية أمريكية. درست في جامعة كورنيل.

## روابط خارجية
- لورا زد. هوبسون على موقع IMDb (الإنجليزية)
- لورا زد. هوبسون على موقع الموسوعة البريطانية (الإنجليزية)
- لورا زد. هوبسون على موقع إن إن دي بي (الإنجليزية)
- لورا زد. هوبسون على موقع قاعدة بيانات الفيلم (الإنجليزية)